# Godspeed on the Devil's Thunder
Godspeed on the Devil's Thunder (undertitel The Life and Crimes of Gilles de Rais) är det brittiska extrem metal-bandet Cradle of Filths åttonde studioalbum, utgivet den 27 oktober 2008.
Godspeed on the Devil's Thunder är ett konceptalbum och kretsar kring den senmedeltida franske aristokraten, krigshjälten och senare seriemördaren Gilles de Retz.

## Låtlista
1. "In Grandeur and Frankincense Devilment Stirs" – 2:27
2. "Shat Out of Hell" – 5:03
3. "The Death of Love" – 7:13
4. "The 13th Caesar" – 5:35
5. "Tiffauges" – 2:14
6. "Tragic Kingdom" – 5:59
7. "Sweetest Maleficia" – 5:59
8. "Honey and Sulphur" – 5:37
9. "Midnight Shadows Crawl to Darken Counsel with Life" – 8:58
10. "Darkness Incarnate" – 8:55
11. "Ten Leagues Beneath Contempt" – 4:58
12. "Godspeed on the Devil's Thunder" – 5:36
13. "Corpseflower" – 2:41

### Special Edition bonus disc
1. "Balsamic and Anathema" – 6:05
2. "A Thousand Hands on the Maid of Ruin" (Instrumental) – 8:04
3. "Into the Crypt of Rays" (Celtic Frost-cover) – 4:10
4. "Devil to the Metal" – 6:18
5. "Courting Baphomet" – 5:17
6. "The Love of Death" (remix) – 5:13
7. "The Death of Love" (demo) – 7:16
8. "The 13th Caesar" (demo) – 5:27
9. "Dirge Inferno" (live) – 6:45
10. "Dusk and Her Embrace" (live) – 5:46

## Musiker
- Dani Filth – sång
- Paul Allender – gitarr
- Dave Pybus – elbas
- Martin Škaroupka – trummor
- Mark Newby-Robson – keyboard
- Doug Bradley – berättarröst
- Carolyn Gretton – sång
- Sarah Jezebel Deva – tal, sång